# Emaus (odpust)

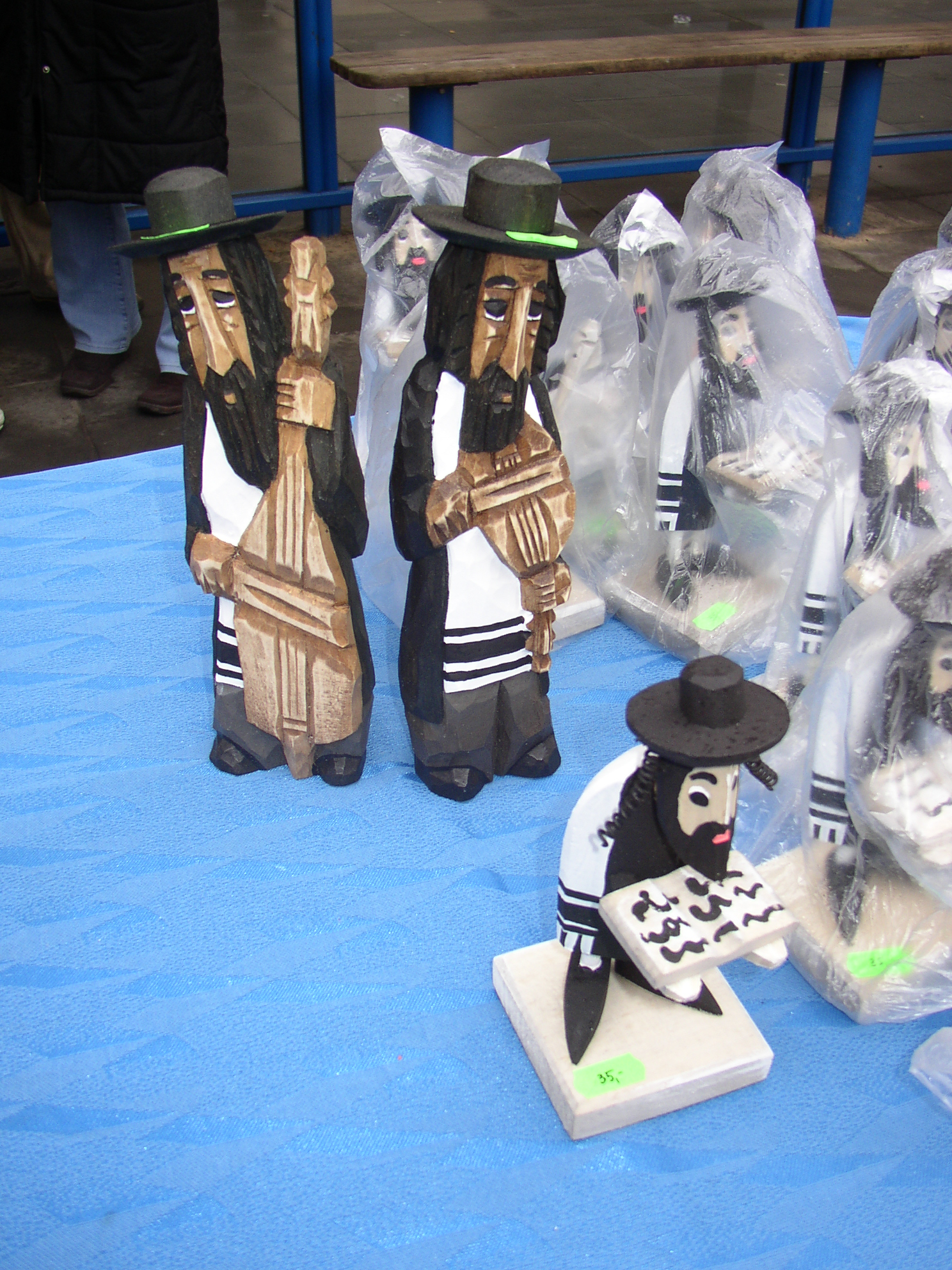
Tradycyjne figurki Żydków

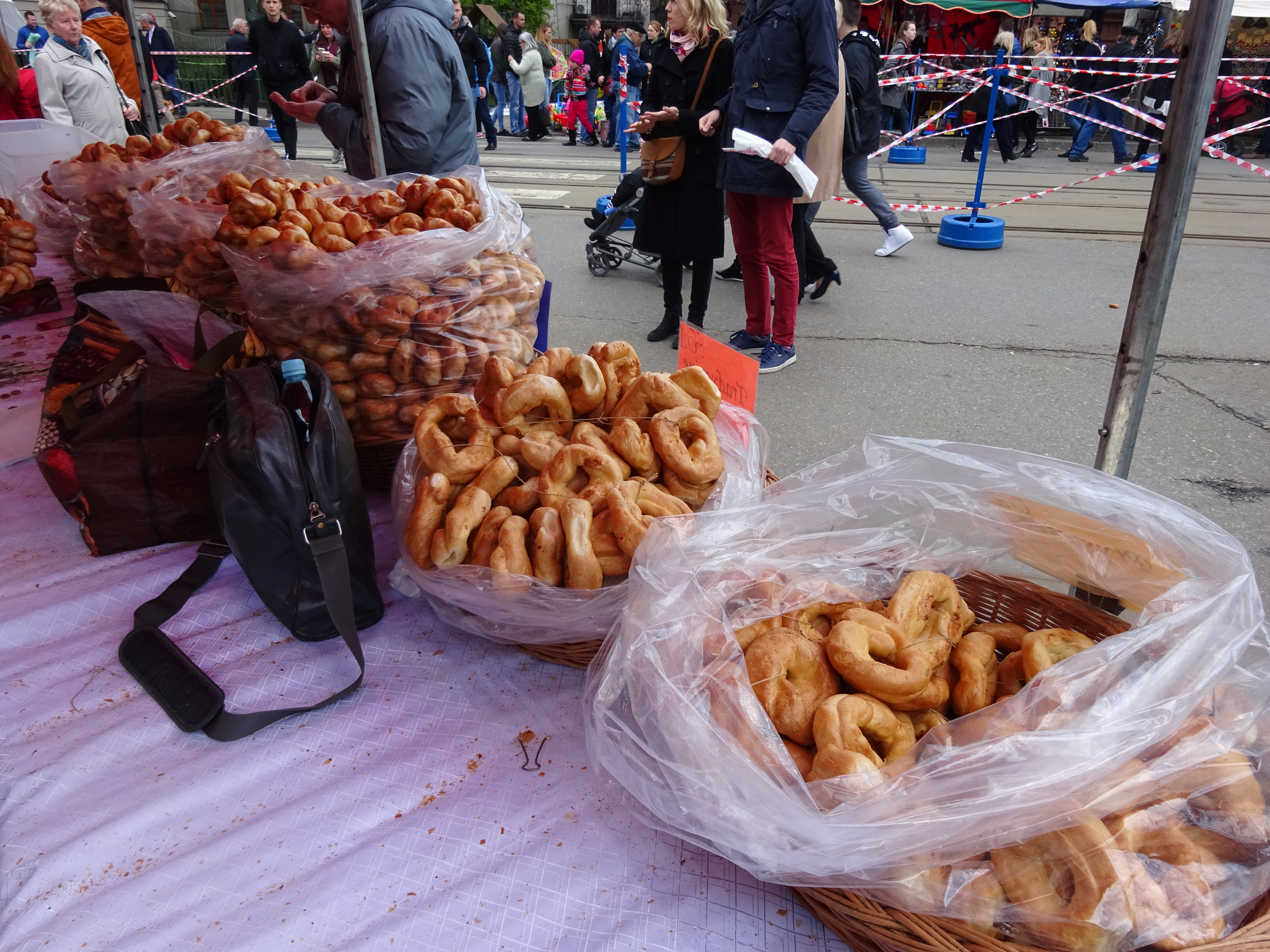
Tradycyjne precelki odpustowe

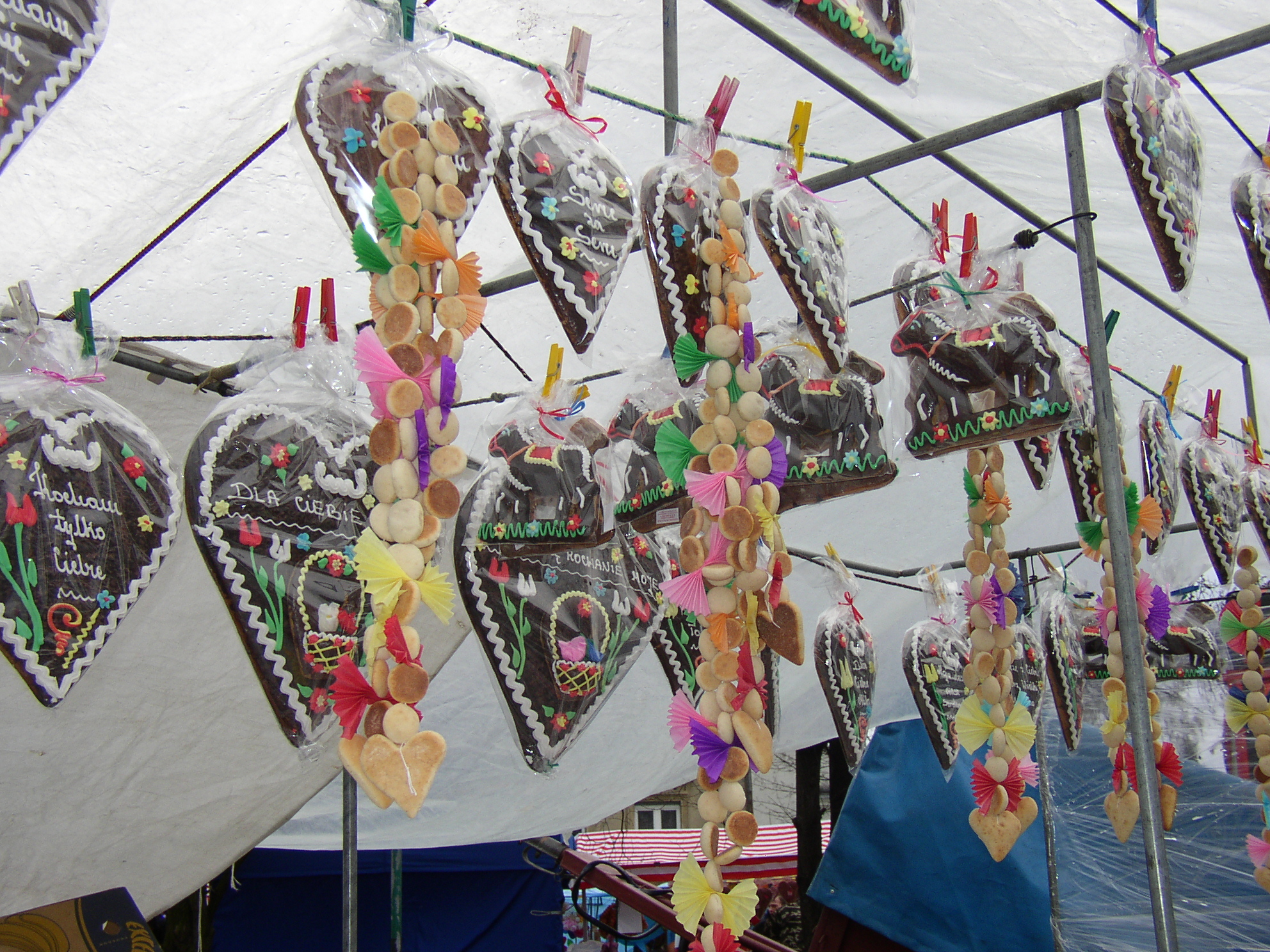
Tradycyjne pierniki odpustowe

Emaus – nazwa zwyczaju ludowego urządzanego w Poniedziałek Wielkanocny w niektórych miejscowościach Polski, Czech i Słowacji. Najbardziej popularny jest emaus krakowski, forma odpustu, odbywającego się w Poniedziałek Wielkanocny przy klasztorze Norbertanek na Zwierzyńcu, nad rzeką Rudawą, tj. u zbiegu ulic Emaus, św. Bronisławy i Tadeusza Kościuszki na jej prawym brzegu i Tadeusza Kościuszki, Senatorskiej, Kasztelańskiej i Flisackiej na lewym brzegu rzeki. Tradycyjnie uroczystą sumę odpustową w Poniedziałek Wielkanocny odprawia arcybiskup Krakowa. 
Odpustowi towarzyszą kramy z kiermaszem zabawek ludowych, strzelnice sportowe, karuzele dla dzieci, loterie fantowe itp. Na straganach wyłożone są plastikowe zabawki, pierścionki z kolorowymi oczkami, słodycze, w tym tradycyjne serca z piernika. Osobliwością krakowskiego odpustu są drewniane figurki żydowskich grajków i Żydów studiujących Torę (figurki tzw. „żydków”). Innym charakterystycznym elementem krakowskiego odpustu są tradycyjne, małe precelki nawlekane na nić, tworzące wieniec. Popularności dawnego obyczaju sprzyja bliskie sąsiedztwo Lasku Wolskiego i Kopca Kościuszki, tradycyjnych tras spacerowych.
Odpust i ulica wzięły nazwę od biblijnej wsi Emaus, do której podążał zmartwychwstały Chrystus. Po drodze spotkał dwóch swoich uczniów, przez których nie został rozpoznany: „Rozmawiali oni ze sobą o tym wszystkim, co się wydarzyło. Gdy tak rozmawiali i rozprawiali ze sobą, sam Jezus przybliżył się i szedł z nimi. Lecz oczy ich były niejako na uwięzi, tak że Go nie poznali”.

Na pamiątkę tej biblijnej historii powszechna była w Europie, zwłaszcza w okresie kontrreformacji tradycja odwiedzania w drugi dzień świąt wielkanocnych kościoła poza miastem. Kościół św. Augustyna i św. Jana Chrzciciela (norbertanek) na Zwierzyńcu znajduje się około 1,5 km od bram średniowiecznego Krakowa). Pierwsza wzmianka o krakowskim odpuście pochodzi z rękopisu Giovanniego Paolo Mucantiego – sekretarza legata papieskiego. Mucanti przebywał w Krakowie w latach 1596–1597 i zapisał: 

W poniedziałek wielkanocny poszedłem oglądać kościół, który nazywają Emaus, gdzie zbiera się wielki tłum obojga płci. Wszystka młodzież i żacy zachowują dawny zwyczaj noszenia dnia tego różdżki wierzbowej, na której rozwinięte są bazie

Krakowski Emaus był wielkim, uroczystym spacerem mieszczan krakowskich po całym dniu siedzenia za stołem. Przerodził się z czasem w ludową zabawę, rodzaj odpustu. W tym ludowym święcie w XIX wieku brała udział znacząca część mieszkańców Krakowa.
Tradycja Emaus została wskrzeszona w Poznaniu, gdzie Koło Przewodników PTTK im. Marcelego Mottego przy Oddziale Poznańskim co roku w Poniedziałek Wielkanocny organizuje spacery do tamtejszego kościoła św. Jana Jerozolimskiego za murami, oraz w Kaliszu; próbuje się ją wskrzesić również w Pińczowie na wzgórzu św. Anny przy kaplicy pod tym samym wezwaniem.

## Inne tradycje wielkanocne w Krakowie i okolicy
- Pucheroki
- Rękawka
- Siuda Baba